# Syncrotaulella strepsicentra
Syncrotaulella strepsicentra is een vlinder uit de familie van de stippelmotten (Yponomeutidae). De wetenschappelijke naam van de soort werd in 1937 gepubliceerd door Edward Meyrick.